# Sardana Wladimirowna Awksentjewa

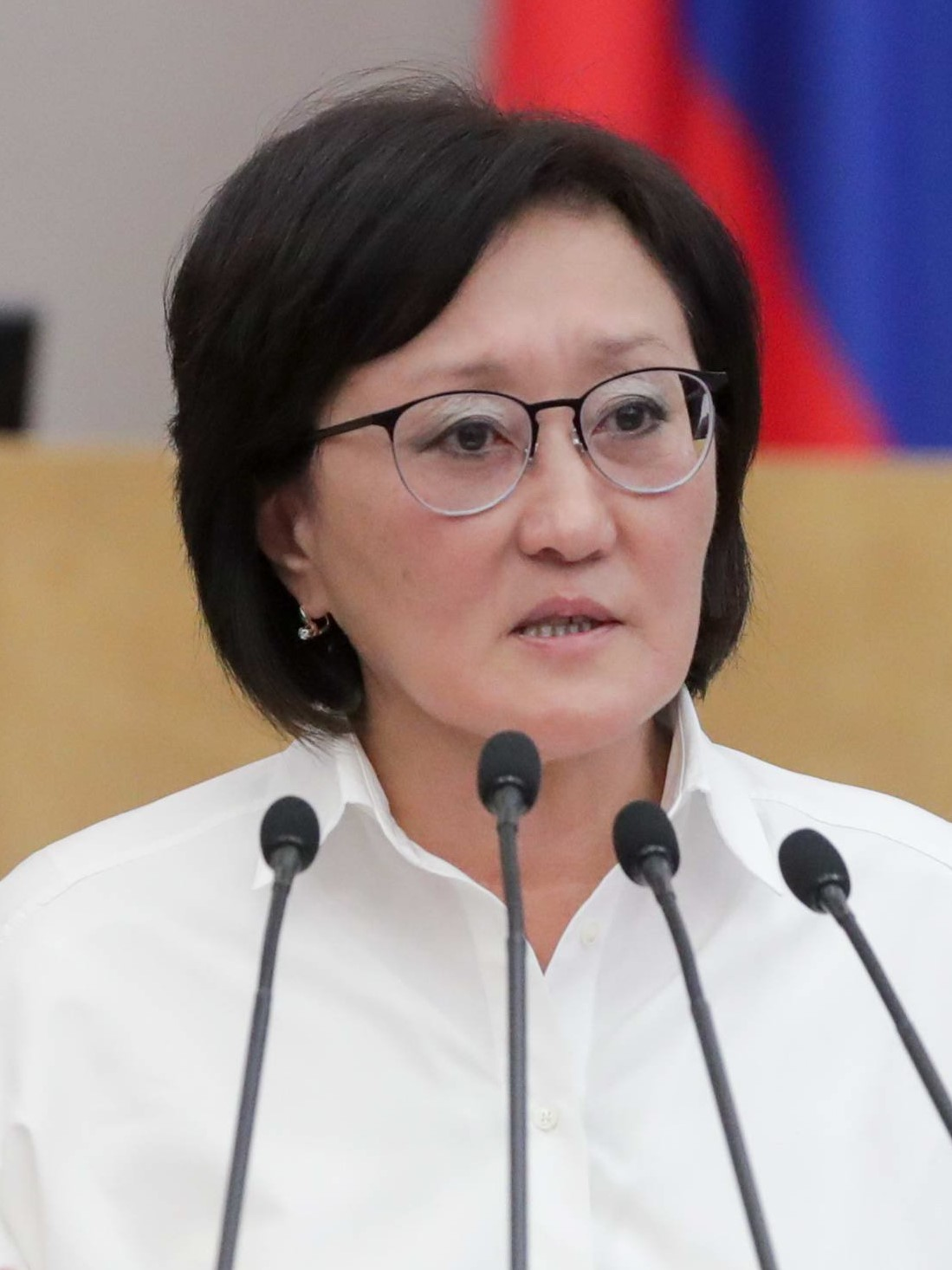
Sardana Wladimirowna Awksentjewa, 2021

Sardana Wladimirowna Awksentjewa (russisch Сардана Владимировна Авксентьева; * 2. Juli 1970 in Tschuraptscha, Jakutische Autonome Sozialistische Sowjetrepublik) ist eine russische Politikerin.

## Biographie
Awksentjewa studierte Geschichtswissenschaften an der Staatlichen M. K. Ammosov-Universität Jakutsk und schloss diese im Jahr 1993 ab.
Im Jahr 2000 wurde sie zur Assistentin des Abgeordneten der russischen Staatsduma Witali Nikolajewitsch Basygjisow. Von 2007 bis 2012 war sie als stellvertretende Leiterin des Stadtbezirks von Jakutsk tätig. Mit der Wahl von Juri Sabolew zum Bürgermeister von Jakutsk wurde Awksentjewa zu seiner Stellvertreterin.
Von 2018 bis 2021 war sie Bürgermeisterin von Jakutsk.
Bei den Parlamentswahl in Russland 2021 wurde sie über die Parteiliste der Partei „Neue Menschen“ in die Duma gewählt. Seit Oktober 2021 ist sie stellvertretende Fraktionsvorsitzende.